# Mecanoterapia
A mecanoterapia é uma modalidade da fisioterapia, cujos exercícios são executados de forma ativo-resistida com aplicação de forças externas mecânicas. Por tanto utiliza-se polias, halteres, molas, elásticos, etc, que busca desenvolver, restaurar e promover a manutenção da força muscular, melhorar a mobilidade articular, flexibilidade e coordenação.
Normalmente é utilizada durante a reabilitação como forma de ganho de massa e potência muscular, quando diminuídas pelo afastamento do paciente das atividades devido a lesão.
Algumas das aplicações dos exercício resistidos é muito utilizados na reabilitação de atletas lesionados ou na prevenção de lesões, porém na fisioterapia terapêutica e em reabilitação vem tendo a sua popularidade crescendo vertiginosamente também entre os não-atletas, principalmente pelos seus ótimos resultados e na quebra do paradigma da fisioterapia convencional e na reabilitação que trazia poucos resultados quando utilizava apenas a eletroterapia como tratamento.
Os exercícios resistidos são os mais eficientes para aumentar a capacidade contrátil e o volume músculo-esquelético, sendo realizados contra-resistências graduáveis no sistema de séries e repetições. As cargas e amplitudes podem ser facilmente adaptadas às condições físicas de cada paciente para níveis indolores e confortáveis.
A ausência de dor durante a atividade permite o ganho de força muscular e consequentemente aumento da estabilidade articular.
Para ganhar força muscular, é necessário sobrecarregar o músculo ao nível superior àquele a que é normalmente submetido, o que vai deixá-lo cada vez mais resistente e forte. É importante que o paciente que apresente déficit de força e resistência muscular seja submetido a maiores sobrecargas durante as atividades para suprir sua necessidade particular, melhorando e acelerando o processo de reabilitação durante o tratamento fisioterápico.

## História
O método foi criado pelo médico sueco Gustav Zander em 1890 . Em 1876, o médico já tinha apresentado os aparelhos e a metodologia na Exposição Universal de 1876, o que lhe rendeu uma medalha de ouro.